# Kirchenanlage Zweikirchen

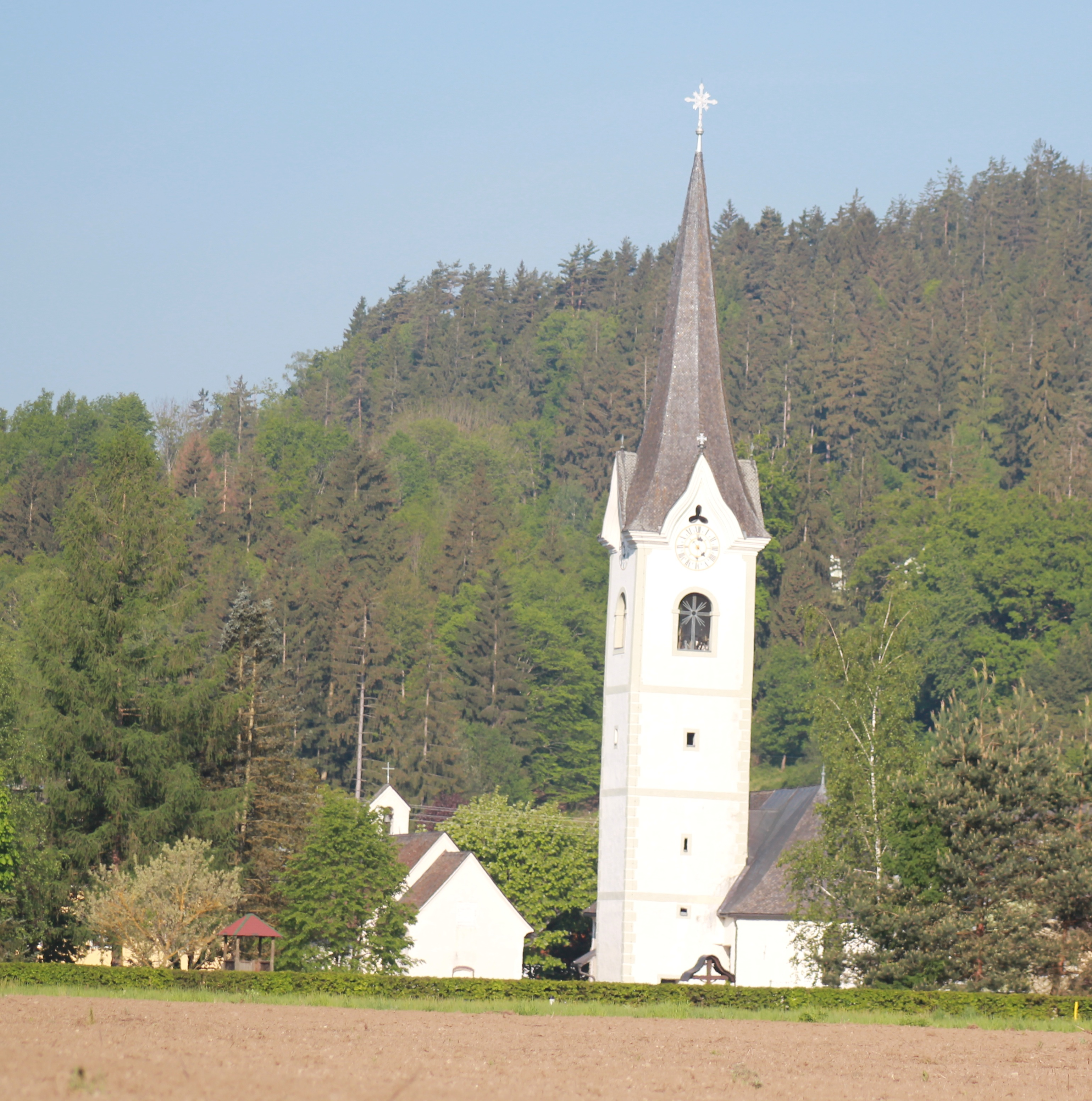
Kirchen von Zweikirchen

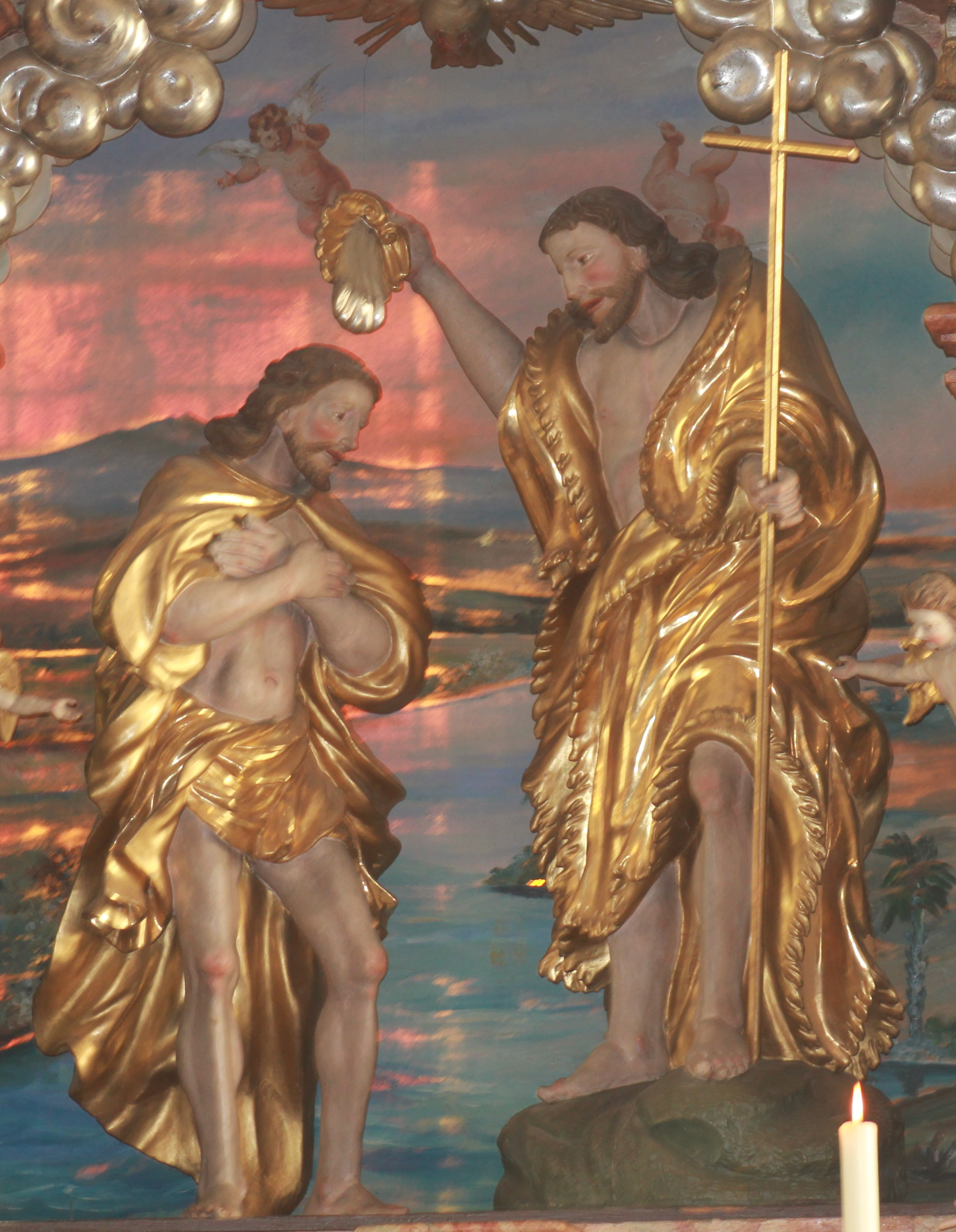
Hochaltar:Taufe Christi

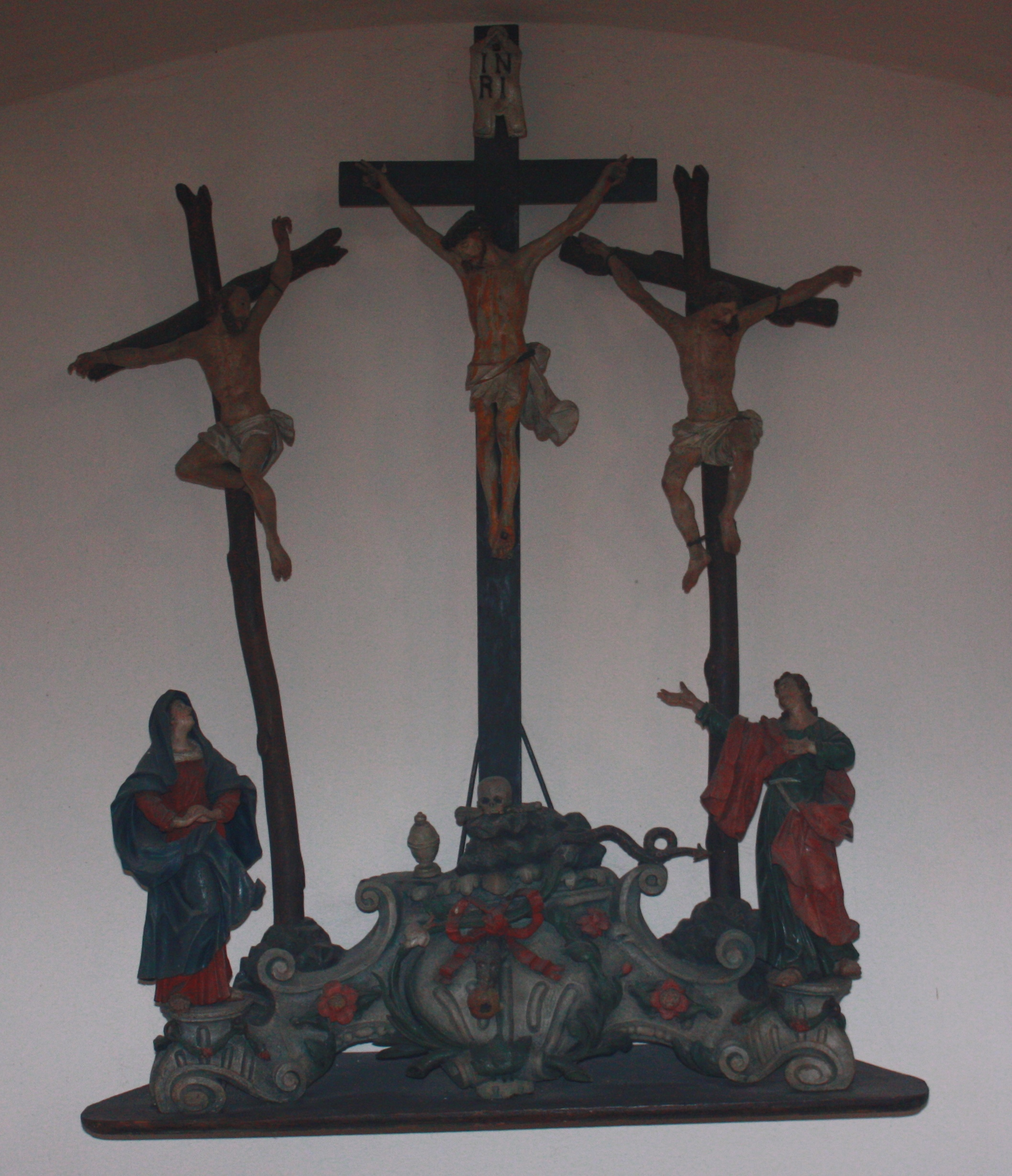
Filialkirche: Kreuzigungsgruppe

Die Kirchenanlage Zweikirchen im gleichnamigen Ort in der Gemeinde Liebenfels in Kärnten ist von einem Friedhof umgeben und besteht aus der Pfarrkirche und der südlich davon gelegenen Filialkirche. In Zweikirchen wird im Rahmen des Vierbergelaufes die vierte Messe gefeiert.

## Geschichte
Der Name Zweikirchen wurde erstmals 1158 erwähnt, daher muss es schon damals zwei Kirchen gegeben haben. Beide waren Eigenkirche adeliger Grundherren. 1256 wurde eine davon dem Nonnenkloster Mahrenberg im untersteirischen Drautal geschenkt. In der Folge teilten sich das Kloster und die Herrschaft Hardegg das Patronat über die beiden Kirchen.

## Pfarrkirche

### Bauwerk
Bei der 1233 erstmals erwähnten Pfarrkirche „Johannes der Täufer“ handelt es sich um einen barockisierten gotischen Bau, dessen Langhausmauern wahrscheinlich einen romanischen Kern haben.
Der südlich des Chores stehende Turm mit rundbogigen barocken Schallöffnungen wurde 1584 errichtet, der Spitzhelm über Kielbogengiebeln wurde im dritten Viertel des 19. Jahrhunderts hinzugefügt. Eine Glocke wurde von Peter Pfinzing 1503 gegossen, eine weitere 1636 von Georg Seisser.
In der Außenwand sind einige römerzeitliche Spoilien eingelassen: ein Nischenporträtgrabstein mit Büsten eines Ehepaares mit Kind, ein Fragment einer Männerbüste aus einem Medaillongrabstein, eine Reliefdarstellung eines Lictors und eine Reliefplatte mit Mänaden und Genien bei der Weinernte. Vor der Kirche steht der Torso einer weiblichen Grabstatuette und ein Pyramidenaufsatz von einem Grabaltar mit, einen Kantharos flankierenden, Panthern und Delfinen.
Die Kirche wird durch ein schlicht gefasstes gotisches Westportal betreten.
Das einschiffige Langhaus besitzt eine barocke Flachdecke mit einem Deckenbild aus dem Jahre 1738, welches die Krönung Mariens zeigt. Die Orgelempore stammt aus der ersten Hälfte des 18. Jahrhunderts. Ein flachbogiger Triumphbogen verbindet das Langhaus mit dem Chor. Über dem einjochigen Chor mit 3/8-Schluss spannt sich ein Netzgratgewölbe mit dekorativen Putzrippen aus der ersten Hälfte des 16. Jahrhunderts. Ein gekehltes gotisches Portal führt in die Sakristei im Turmerdgeschoß. Die Fensteröffnungen in Chor und Langhaus stammen aus dem Barock.

### Einrichtung
Der Hochaltar mit geschnitztem Antependium wurde um 1740 gefertigt. In der Mittelnische steht eine Taufgruppe. Darüber im Altaraufsatz ist das Haupt des Johannes dargestellt. Über den Opfergangsportalen stehen die Statuen der Heiligen Florian und Rochus. Aus dem Mauerblock des Hochaltars stammt eine der schönsten frühmittelalterlichen Schrankenplatten Kärntens, die im Flechtwerk Adler und Rosetten darstellt. Sie befindet sich jetzt an der Südwand.
Die Skulpturen auf dem um 1740 entstandenen linken Seitenaltar stellen die Maria, ihre Eltern Anna und Joachim sowie am Altaraufsatz den heiligen Nepomuk dar.
Der rechte Seitenaltar stammt vom Anfang des 18. Jahrhunderts. Das erst später hinzugefügte Altarblatt zeigt den Tod Josefs.
Für das Antependium des Volksaltars wurden Teile der spätbarocken Kanzel verwendet. Auf ihr ist unter anderem die gemalte Darstellung des Salvator mundi zu sehen.
Ein spätbarocker Schmerzensmann steht in einer Nische am linken Triumphbogen.
Erwähnenswert ist die Grabplatte des 1626 gestorbenen Gregor Fachauer und die Wappengrabplatte der 1640 gestorbenen Maria Sidona von Wagenstorff und Hardegg.

## Filialkirche
Die 1256 erstmals urkundlich erwähnte Filialkirche ist dem heiligen Stephanus geweiht. Der kleine Bau mit Dachreiter weist romanische, gotische und barocke Stilelemente auf. Bei einer Außenrestaurierung 1993/94 wurde die Kirche mit Steinplatten eingedeckt und die barocke Architekturpolychromie wiederhergestellt. Die Kirche, mit einem gotischen Westportal, besteht aus einem flach gedeckten Langschiff und einem eingezogenen quadratischen Chor mit Kreuzgewölbe. Der Altar mit Säulenretabel vom Ende des 17. Jahrhunderts zeigt im Mittelbild die Steinigung des heiligen Stephanus. Der Kirchenpatron ist auch am Antependium und als Skulptur am Altartisch dargestellt. Weiters beherbergt die Kirche Statuen der Apostelfürsten Petrus und Paulus und eine Kreuzigungsgruppe.
An der Kirchenaußenmauer sind römerzeitliche Funde, wie ein Teil einer Kassettendecke eines Grabbaus und ein Reliefbalken mit Tierfries, eingemauert.